# 飯野友幸
飯野 友幸（いいの ともゆき、1955年 - ）は、日本のアメリカ文学研究者、翻訳家。
上智大学文学部教授。

## 略歴
東京都生まれ。1978年、上智大学英文科卒。1986年、同博士課程満期退学。カリフォルニア大学デービス校修士号。1984年、玉川学園女子短期大学講師。1989年日本大学講師。1991年、助教授。2000年、上智大学文学部英文科助教授。2001年、「中立的呈示 1970年代におけるジョン・アッシュベリーの詩法形成」で上智大学文学博士、教授。
ウォルト・ホイットマンなどアメリカの詩を専門とする。

## 著書
- 『アメリカの現代詩 後衛詩学の系譜』（彩流社） 1994
- 『ジョン・アッシュベリー 「可能性への賛歌」の詩』（研究社） 2005
- 『フランク・オハラ　冷戦初期の詩人の芸術』（水声社） 2019

## 共編著
- 『ポール・オースター　現代作家ガイド』 編著（栩木玲子・秋元孝文・柴田元幸ほか、彩流社）1996、増補版1999、増訂版2013
- 『ブルースに囚われて アメリカのルーツ音楽を探る』 編著（信山社）2002

## 翻訳
- 『霊視と幻聴』（アレイスター・クロウリー、国書刊行会、クロウリー著作集4） 1988
- 『消失 ポール・オースター詩集』（ポール・オースター、思潮社） 1992
- 『アメリカの抒情詩 多彩な声を読む』（ヘレン・ヴェンドラー、江田孝臣共訳、彩流社） 1993
- 『ジョン・アッシュベリー詩集』（ジョン・アッシュベリー、大岡信共訳、思潮社、アメリカ現代詩共同訳詩シリーズ） 1993
- 『シルヴィア・プラス』（ロナルド・ヘイマン、徳永暢三共訳、彩樹社） 1995
- 『ブルース・ピープル』（リロイ・ジョーンズ、音楽之友社） 2004、平凡社ライブラリー 2011
- 『壁の文字 ポール・オースター全詩集』（ポール・オースター、TOブックス） 2005
- 『おれにはアメリカの歌声が聴こえる 草の葉(抄) 』（ホイットマン、光文社古典新訳文庫） 2007
- 『アメリカン・ルネサンス エマソンとホイットマンの時代の芸術と表現』（F・O・マシーセン、江田孝臣,大塚寿郎,高尾直知,堀内正規共訳、上智大学出版、SUPモダン・クラシックス叢書） 2011
- 『ビリー・バッド』（メルヴィル、光文社古典新訳文庫） 2012
- 『ロバート・ジョンソンより前にブルース・ギターを物にした9人のギタリスト』（ジャス・オブレヒト、リットーミュージック） 2016
- 『凸面鏡の自画像』（ジョン・アシュベリー、左右社） 2021

## 参考
- 飯野友幸 - researchmap
- 飯野友幸 - J-GLOBAL
- 飯野友幸 - KAKEN 科学研究費助成事業データベース
- ジョン・アッシュベリ－ ― 「可能性への賛歌」の詩 - 紀伊國屋書店BookWeb
- 教員情報検索：文学部 英文学科 飯野友幸 - 上智大学